# 1995-ös köztársaságielnök-választás Magyarországon
|                                            |                  |        |
| \| 1990 ← \| 1995. június 19. \| 2000 → \| |                  |        |
| 1990 ←                                     | 1995. június 19. | 2000 → |

| 1990 ← | 1995. június 19. | 2000 → |

|             |             |                 |
|             |             |                 |
| Elnökjelölt | Göncz Árpád | Mádl Ferenc     |
| Párt        | MSZP–SZDSZ  | Fidesz–MDF–KDNP |
| Szavazat    | 259         | 76              |

| Köztársasági elnök a választás előtt | Köztársasági elnök a választás után |
| Göncz Árpád                          | Göncz Árpád                         |

A rendszerváltás utáni második köztársaságielnök-választást Magyarországon 1995. június 19-én tartották. Az alkotmány értelmében a Magyar Köztársaságban az 1990-es népszavazás eredményeként a köztársasági elnököt a parlament választja meg.

## Előzmény
Az 1994-es választások után a Horn Gyula vezette MSZP-SZDSZ kormánykoalíció kétharmados többséggel irányította az országot. Így egyértelmű volt, hogy Göncz Árpád 1995-ben lejáró első elnöki ciklusa után a kormány jelöltje lesz a következő köztársasági elnök.

## Jelöltek
MSZP-SZDSZ - A Horn Gyula vezette kormánypártok Göncz Árpád hivatalban lévő köztársasági elnököt újrajelölték.
Fidesz-MDF-KDNP - A három ellenzéki párt a biztos vereség tudatában Mádl Ferenc jogtudóst, korábbi minisztert jelölte államelnöknek.
FKgP - A kisgazda párt ekkor a közvetlen elnökválasztás mellett kötelezte el magát, ezért nem támogatta egyik jelöltet sem, sőt a szavazáson sem vett részt.

## Szavazás
| Köztársasági elnökválasztás, 1995 (első forduló) | Köztársasági elnökválasztás, 1995 (első forduló) | Köztársasági elnökválasztás, 1995 (első forduló) | Köztársasági elnökválasztás, 1995 (első forduló) |
| Jelölt                                           | Jelölő párt                                      | Szavazat                                         | %                                                |
| ------------------------------------------------ | ------------------------------------------------ | ------------------------------------------------ | ------------------------------------------------ |
| Göncz Árpád                                      | MSZP-SZDSZ                                       | 259                                              | 67                                               |
| Mádl Ferenc                                      | Fidesz-MDF-KDNP                                  | 76                                               | 20                                               |
| Nem szavazott                                    | Nem szavazott                                    | 26                                               | 7                                                |
| Érvénytelen szavazat                             | Érvénytelen szavazat                             | 25                                               | 6                                                |
| Összes szavazat                                  | Összes szavazat                                  | 360                                              | 93                                               |
| Összes szavazó                                   | Összes szavazó                                   | 386                                              | 100                                              |